# Fisk University
Die Fisk University (Fisk-Universität) in Nashville ist eine private Hochschule für Afroamerikaner, die 1866 gegründet wurde. Ihr früherer Name war The Fisk Freed Colored School.
1930 war die Fisk-Universität die erste afroamerikanische Bildungseinrichtung, die von der Southern Association of Colleges anerkannt wurde. Namenspatron der Universität ist der General Clinton B. Fisk (1828–1890), der sich für die Aufhebung der Rassentrennung eingesetzt hatte. An der Fisk-Universität gibt es aktuell (Stand 2018) 805 Studienplätze. Die Hochschule ist unter anderem für die Förderung der afroamerikanischen Musiktradition bekannt.

## Bekannte Absolventen
- Lil Hardin Armstrong, Jazz-Pianistin, -Sängerin und -Komponistin
- Constance Baker Motley, Juristin und erste afroamerikanische Richterin an einem US-Bundesgericht
- W. E. B. Du Bois,  Historiker, Soziologe, Philosoph, Journalist und Vorkämpfer der Bürgerrechtsbewegung
- Hank Duncan, Stride-Pianist und Bandleader des Dixieland Jazz
- John Hope Franklin, Historiker, Präsident der American Historical Association und Professor der Geschichte an der Duke University
- Elmer Imes, Physiker
- Jedidah Isler, Astrophysikerin und Hochschullehrerin
- Wade H. McCree, Jurist und United States Solicitor General
- Henry Wells, Jazz-Posaunist und Sänger des Swing
- Etta Zuber Falconer, Mathematikerin und Hochschullehrerin